# Bar (placówka gastronomiczna)

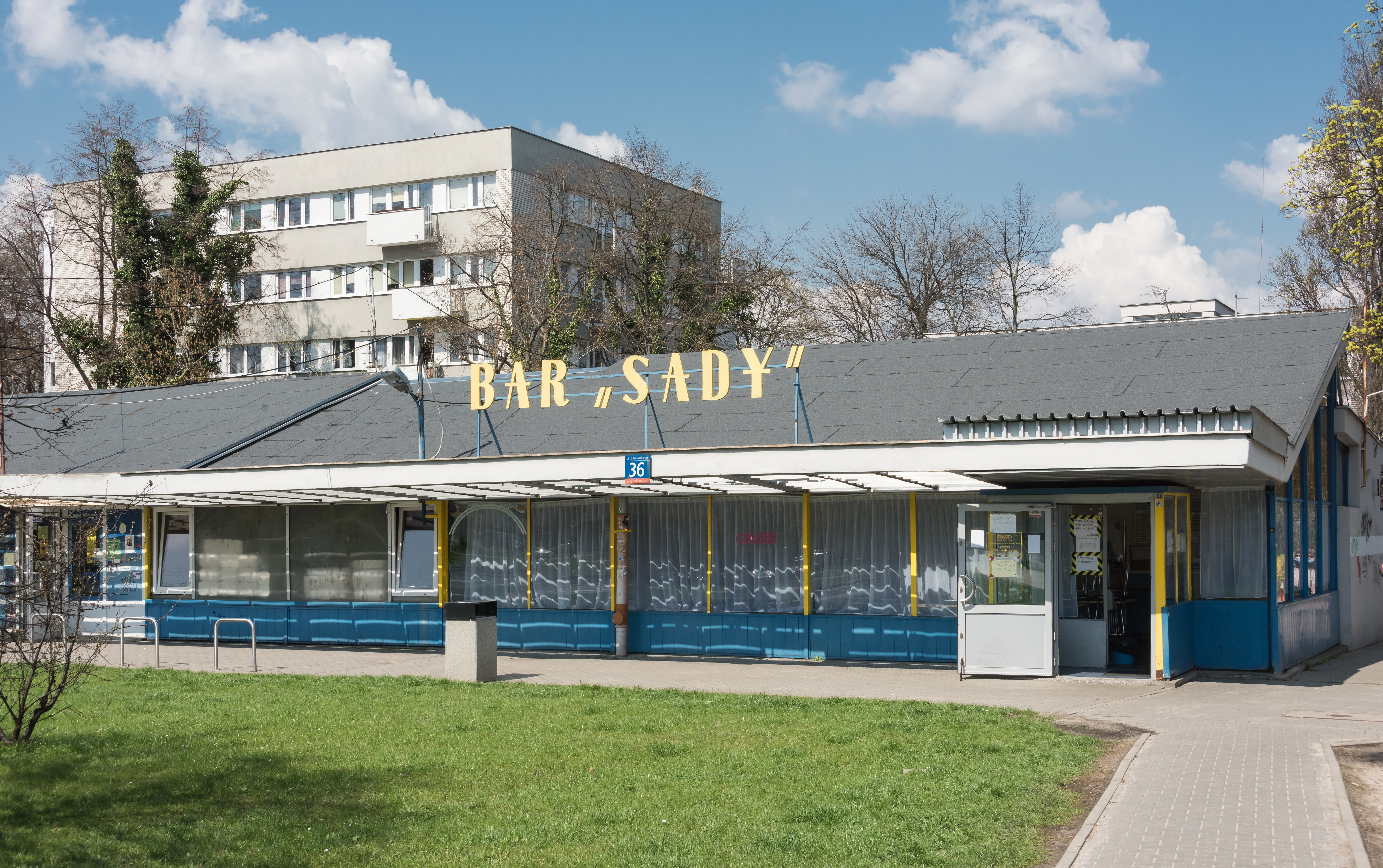
Bar w Warszawie

Bar – placówka gastronomiczna prowadząca działalność o charakterze zbliżonym do restauracji z asortymentem ograniczonym do prostych potraw (dań) i popularnych towarów. Jest to zazwyczaj placówka samoobsługowa, bez obsługi kelnerskiej.

## Rodzaje barów
- bar szybkiej obsługi (fast food, fast casual)
- bar uniwersalny
- bar przekąskowy
- bar mleczny
- jadłodajnia
- bistro
- kawiarnia
- herbaciarnia
- piwiarnia[1][3].